# Шпикачка

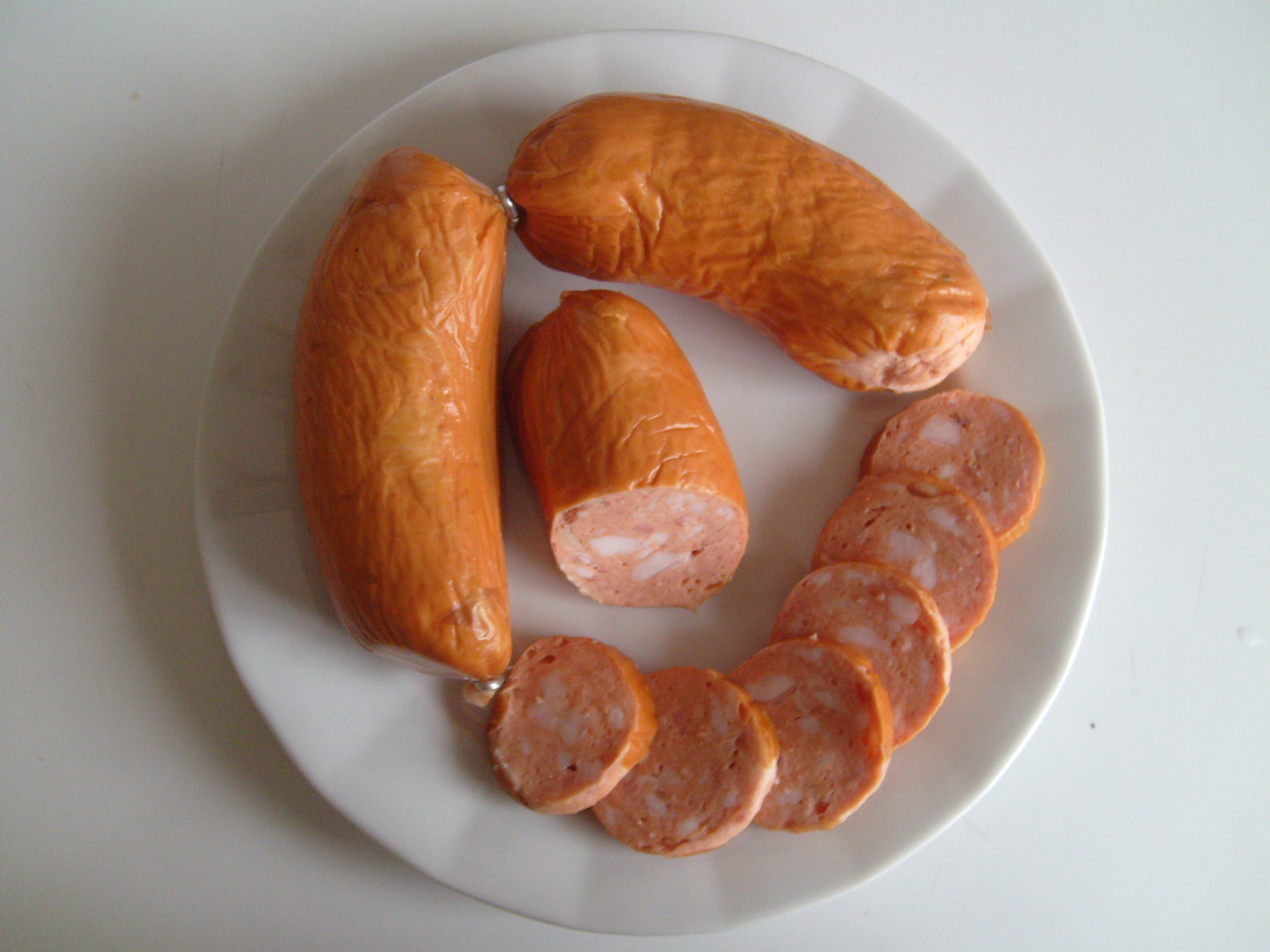
Чешские шпикачки

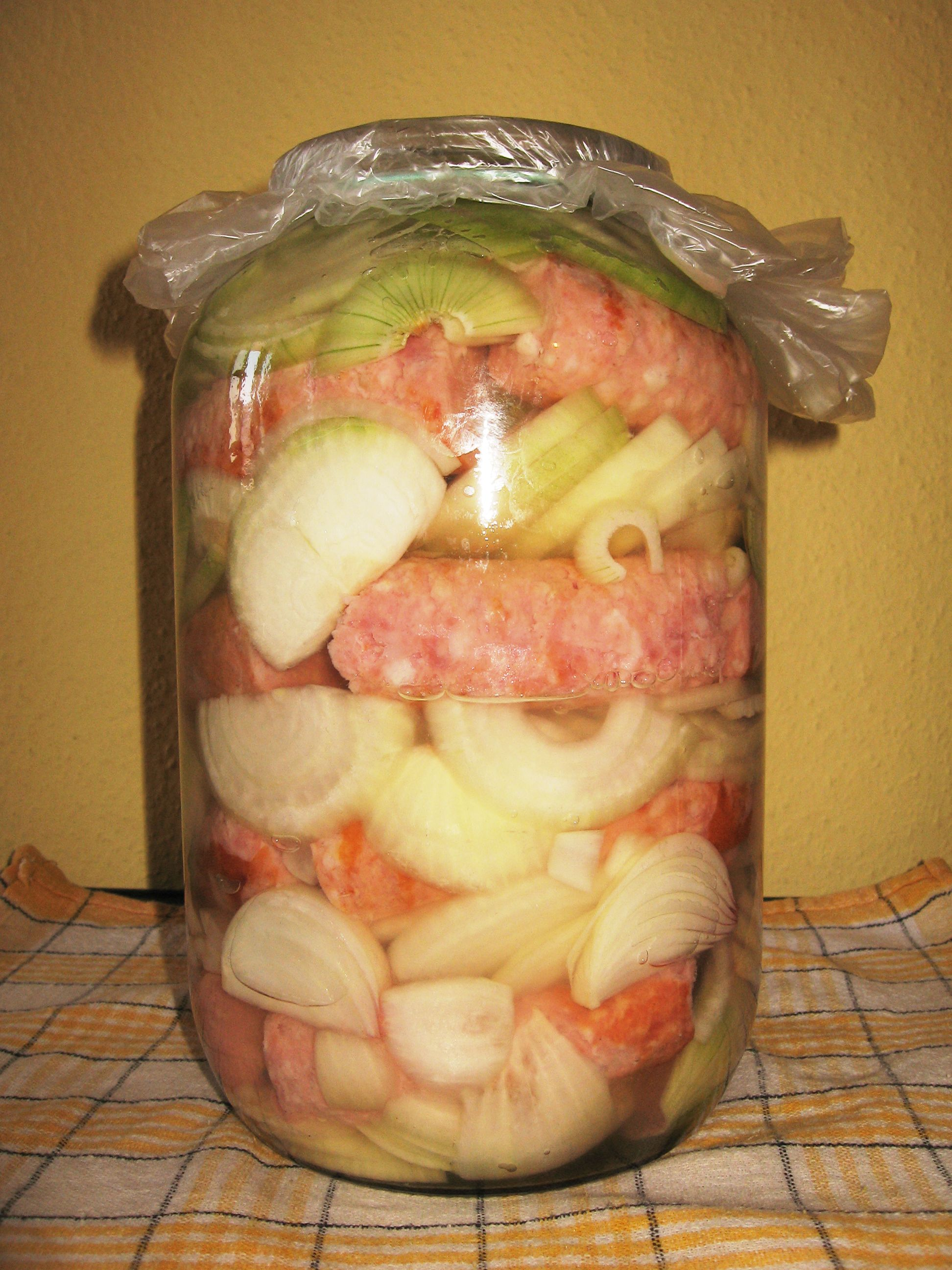
Домашние утопенцы из шпикачек

Шпика́чка, шпека́чка (чеш. Špekáček от нем. Speck, сало, шпик) — колбасное изделие наподобие сардельки, приготовленное из смеси свинины и говядины, с кусочками сала, давшего продукту его название.
По оригинальному рецепту шпикачка состоит из 50 % говядины или телятины, 20 % свинины без кожи, и 30 % нарезанного сала, с добавлением чеснока, перца, мускатного ореха. Мясную смесь помещают в оболочку из бычьего кишечника диаметром 3-4 см длиной 5-7 сантиметров.
Впервые шпикачки появились на юбилейной выставке в Праге в 1891 году и стали любимым лакомством чехов.
Согласно стандарту ČSN 57 7115 от 1978 года данный вид колбасных изделий должен был содержать 38,5 % говядины, 17,5 % свинины, 17 % бекона, а также 23 % воды (льда), соли, специй, других ингредиентов. Считается[кем?], что после отмены чехословацких государственных и отраслевых стандартов в начале 1990-х годов, качество шпикачек значительно снизилось. Эта неблагоприятная ситуация была частично улучшена Указом № 326/2001 Sb., в котором говорится, что такая колбаска может содержать только говядину, свинину и телятину (без мяса механической обвалки). Доля мяса должна составлять не менее 40 %, жирность — не более 45 %. Этот регламент был заменен Указом № 69/2016 Sb., который предъявляет те же требования.
В 2011 году шпикачки Европейской комиссией как традиционный специалитет (особенность) были защищены гарантией традиционности (TSG). Изделие характеризуется розоватым окрасом на срезе, с кусочками сала, которые должны иметь острые края. Добавление красной паприки, хрящей, другого белка, кроме свинины, телятины или говядины, дисквалифицирует продукт, который не может считаться шпикачкой. Тем не менее, на рынке присутствуют такие имитации, как vuřt, buřt, opékáček, buřtíček, špekoun.
Обжарка (и приготовление на гриле) является одним из самых распространенных способов приготовления и употребления шпикачек. Часто для этой цели шпикачки нарезают, что улучшает их вкус, ускоряет разогрев, а также уменьшает жирность. Популярным способом приготовления шпикачек также является их маринование с луком и солёными огурцами. Сардельки выдерживают в маринаде в холодильнике 7-10 суток, получая так называемые «утопенцы». Название этой распространённой закуски к пиву произошло от способа её приготовления, поскольку сардельки «топят» в маринаде. Также существует легенда, оправдывающая название этого кулинарного изделия, про мельника и владельца пивной Шаманека Бероуна, который придумал новый рецепт из шпикачек, а позже утонул.